# دوغلاس يونغ
دوغلاس يونغ (7 مايو 1917 في المملكة المتحدة - 27 ديسمبر 1995 في المملكة المتحدة) (بالإنجليزية: Douglas Young)‏ هو لاعب كريكت بريطاني (وحمل سابقاً جنسية المملكة المتحدة لبريطانيا العظمى وأيرلندا). لعب مع Berkshire County Cricket Club ‏ ونادي الكريكت في جامعة أكسفورد ‏.

## وصلات خارجية
- دوغلاس يونغ على موقع إي آس بي آن كريك إنفو (الإنجليزية)